# 1018

## Narození
- ? – Hardiknut, král Dánska a Anglie († 8. června 1042)
- ? – Viktor II., papež († 28. července 1057)

## Úmrtí
- 23. června – Jindřich I. Babenberský (* ?)
- 1. prosince – Dětmar z Merseburku, biskup a kronikář (* 25. července 975)

## Hlavy států
- České knížectví – Oldřich
- Svatá říše římská – Jindřich II.
- Papež – Benedikt VIII.
- Anglické království – Knut Veliký
- Francouzské království – Robert II.
- Polské knížectví – Boleslav I. Chrabrý
- Uherské království – Štěpán I.
- Byzanc – Basileios II. Bulgaroktonos
- Bulharsko – Jan Vladislav
- Chorvatsko – Křesimír III.
- Afghánistán – Mahmúd
- Čína – Šeng-cung (dynastie Liao), Čen-cung (dynastie Severní Sung)
- Lucembursko – Jindřich I.